# Nhơn Mỹ, An Nhơn
Nhơn Mỹ là một xã thuộc thị xã An Nhơn, tỉnh Bình Định, Việt Nam.

## Hành chính
Xã Nhơn Mỹ được chia thành 9 thôn: Tân Đức, Tân Nghi, Tân Kiều, Thiết Tràng, Thuận Đức, Hoà Phong, Đại An, Đại Bình, Nghĩa Hoà.
Đoàn Nguyên Đức ở tại xóm Bắc Thôn Tân Đức. Thuở nhỏ ông rất mê bóng đá, nhất là sân bóng Tân Đức (hiện nay vẫn còn).
Núi Đại An (Hòn Chùa) là nơi thành lập chi bộ Hồng Lĩnh.